# Estação Inclán
A Estação Inclán é uma das estações do Metro de Buenos Aires, situada em Buenos Aires, entre a Estação Humberto I e a Estação Caseros. Faz parte da Linha H.
Foi inaugurada em 31 de maio de 2007. Localiza-se no cruzamento da Avenida Jujuy com a Rua Inclán. Atende o bairro de Parque Patricios.